# Robinsonita
La robinsonita és un mineral de la classe dels sulfurs. Rep el seu nom en honor de Stephen Clive Robinson (1911-1981), mineralogista canadenc que l'any 1947 va sintetitzar el material del qual està fet aquest mineral abans del seu descobriment l'any 1951.

## Característiques
La robinsonita és una sulfosal d'antimoni i sofre de fórmula química Pb₄Sb₆S13. A més dels elements de la seva fórmula, acostuma a contenir impureses de bismut. Cristal·litza en el sistema monoclínic. Els cristalls són esvelts, prismàtics i allargats paral·lelament a [001], de fins a 5 mm; també en cossos fribrosos o compactes intercrescuts amb altres sulfosals. La seva duresa a l'escala de Mohs és de 2,5 a 3.
La robinsonita, de la mateixa manera que la boulangerita, la jamesonita i la zinkenita, conté grups SbS₃.
Segons la classificació de Nickel-Strunz, la robinsonita pertany a «02.HC: Sulfosals de l'arquetip SnS, amb només Pb» juntament amb els següents minerals: argentobaumhauerita, baumhauerita, chabourneïta, dufrenoysita, guettardita, liveingita, parapierrotita, pierrotita, rathita, sartorita, twinnita, veenita, marumoïta, dalnegroïta, fülöppita, heteromorfita, plagionita, rayita, semseyita, boulangerita, falkmanita, plumosita, moëloïta, dadsonita, owyheeïta, zoubekita i parasterryita.

## Formació i jaciments
La robinsonita es forma com a mineral primari conjuntament amb altres sulfosals de plom. Ha estat trobada a Alemanya Àustria, Bulgària, el Canadà, Eslovàquia, els Estats Units, Grècia, Itàlia, el Japó, Luxemburg, el Perú, Senegal, sèrbia, la República Txeca, Suïssa i la Xina. A Catalunya, s'ha trobat robinsonita a la Vall de Ribes, al Ripollès.
Sol trobar-se associada amb altres minerals com: zinkenita, boulangerita, semseyita, plagionita, estibina, esfalerita, galena, pirita, quars i calcita.